# Fônon

Modos normais de progressão da vibração de diferentes frequências através de um cristal

Um fônon ou fonão, na física da matéria condensada, é uma quase-partícula que designa um quantum de vibração em um retículo cristalino rígido. O nome fônon deriva do grego phone (φονη), que significa som, voz.
O estudo dos fônons é importante na física do estado sólido por facilitar a compreensão de muitas propriedades dos sólidos, como por exemplo o calor específico, a condução térmica, a condutividade elétrica e a propagação do som.
Em uma descrição quântica os fônons equivalem a um tipo especial de movimento vibratório, conhecido como modos normais de vibração em mecânica clássica, em que cada parte de uma rede oscila com a mesma frequência. Estes modos normais são importantes, devido a um resultado bem conhecido em mecânica clássica, qualquer vibração arbitrária de movimento de uma rede pode considerar-se como uma superposição de modos normais com diversas frequências; neste sentido, os modos normais são as vibrações elementares de uma rede. Os fônons são bósons que possuem spin zero.
Os fônons ou fonões são partículas originadas quando a oscilação térmica das moléculas de uma onda acústica em um fluido se aproximam do zero absoluto, seu tom depende de vários fatores, como a cinética do fluido e sua geometria.
Há uma semelhança enorme com relação à propagação do som em um fluido em movimento e a da luz no espaço-tempo curvo.
As ondas acústicas são caracterizadas por frequência, comprimento de onda e velocidade de propagação, em escalas menores, ondas acústicas deixam de existir. A oscilação térmica aleatória das moléculas impede que as ondas sonoras se comportem de maneira contrária aos quanta de luz. Mas à medida que a temperatura se aproxima do zero absoluto, o som pode se comportar como partículas quânticas, chamada de "fônons".
Em um fluido em repouso ou em movimento uniforme, os fônons se comportam como os fótons no espaço-tempo plano, os fônons se propagam em linha reta e assim como os fótons, eles podem ser desviados. A velocidade dos fônons assim como seu comprimento de onda é alterado em um fluido que se move de maneira não-uniforme, isso também ocorre com os fótons em um espaço-tempo curvo. Os pesquisadores da Universidade de Columbia e da Universidade Chalmers de Tecnologia da Suécia disseram, em 10 de Junho de 2014, ter "capturado" o som que um único átomo faz quando se move.

## Fônon quiral
Fônones em sólidos são geralmente considerados como o movimento linear coletivo de átomos. O termo material fônon, descreve vibrações coletivas em cristais atômicos, estão girando naturalmente em uma determinada direção. Um experimento da UC Berkeley, em 2017, descobriu um novo tipo de chamados fônones quirúrgicos onde os átomos se movem em círculos em um cristal de mono-camada atômica de disselenida de tungstênio (WSe2). Fônon quiral é considerado um candidato promissor para uma forma de armazenamento de dados conhecida como valleytronics.

## Sonda de materiais
Cientistas desenvolveram uma técnica para sondar materiais quanto a vibrações quânticas. Eles criaram e observaram um único fônon em um material comum à temperatura ambiente e criaram fônons em um pedaço de diamante ao ar livre à temperatura ambiente.  Segundo os cientistas, o método pode ser usado para investigar outros materiais comuns também que podem fazer interconexões ideais, ou linhas de transmissão, entre os computadores quânticos do futuro.